# Tiranges

Tiranges este o comună în departamentul Haute-Loire, Franța. În 2009 avea o populație de 450 de locuitori.